# Laudamotion
Laudamotion GmbH, che operava con il nome di Lauda, è stata una compagnia aerea austriaca con sede nel Concorde Business Park a Schwechat in Austria, vicino a Vienna. La compagnia è stata fondata dall'ex pilota austriaco di Formula 1, Niki Lauda, quando nel 2018 ha acquistato i vecchi asset della compagnia aerea Niki, fallita l'anno precedente. Nel mese di ottobre 2020 è stata fondata a Malta una nuova filiale del gruppo, col nome di Lauda Europe. Successivamente, le sono stati trasferiti tutti i dipendenti e gli aeromobili di Laudamotion, che ha terminato le operazioni.

## Storia
La compagnia aerea fu fondata nel 2004 con il nome di Amira Air, dall'investitore Ronny Pecik, con lo scopo di effettuare voli charter per viaggi executive, al servizio di destinazioni europee e internazionali.
Nel 2016 l'aviolinea venne acquistata da Niki Lauda, che la ribattezzò Laudamotion. Il 23 gennaio 2018, a seguito dell'insolvenza di Niki, il comitato dei creditori assegnò a "Laudamotion GmbH" il contratto per l'acquisizione della compagnia aerea, annunciando il ritiro del marchio Niki e di tutte le operazioni di volo trasferite a Laudamotion, che avrebbe operato con i 14 aerei trasferiti da Niki e pronti a iniziare le operazioni per la stagione estiva 2018.
Il 16 febbraio 2018 Condor firmò un accordo con Laudamotion per rilevare le vendite e il marketing di tre aerei della compagnia aerea appena nata e le relative funzioni operative. Le destinazioni iniziali includevano i voli da Düsseldorf, Francoforte, Stoccarda e Basilea verso Maiorca, Ibiza e Malaga.
Il 20 marzo 2018 Ryanair annunciò che avrebbe acquisito il 24,9% di Laudamotion (con l'obiettivo di salire al 75%) dopo l'approvazione delle autorità dell'UE. L'operazione fu valutata per un valore iniziale di 50 milioni di euro più altri 50 milioni di euro per l'inizio del primo anno di operatività con l'intenzione di raggiungere la redditività entro il terzo anno di attività con una flotta di 30 aeromobili.
Nell'aprile 2018 Condor annunciò che avrebbe concluso il suo accordo di cooperazione e vendita dei biglietti con Laudamotion prima del previsto; smettendo di fornire infrastrutture di vendita alla fine di aprile 2018. Nello stesso mese, Eurowings annunciò che non avrebbe esteso la sua cooperazione di breve durata con Laudamotion per la fornitura di aerei in wet lease concludendola il 31 maggio 2018.
Il 29 gennaio 2019 il vettore irlandese Ryanair, che aveva già assunto il controllo della compagnia aerea austriaca low cost ad agosto 2018 rilevando il 75% del capitale per 50 milioni di euro, annuncia di aver rilevato anche il 25% rimanente arrivando a detenere di fatto il 100% della compagnia. L'obiettivo, ha spiegato Ryanair, è quello di aumentare la flotta a 25 aerei Laudamotion per l'estate 2019 e 30 aerei nel 2020 per arrivare trasportare circa 7,5 milioni di passeggeri entro il 2021.
Nel marzo 2019 la compagnia aerea ha cambiato il suo nome da Laudamotion a Lauda Europe.

## Flotta

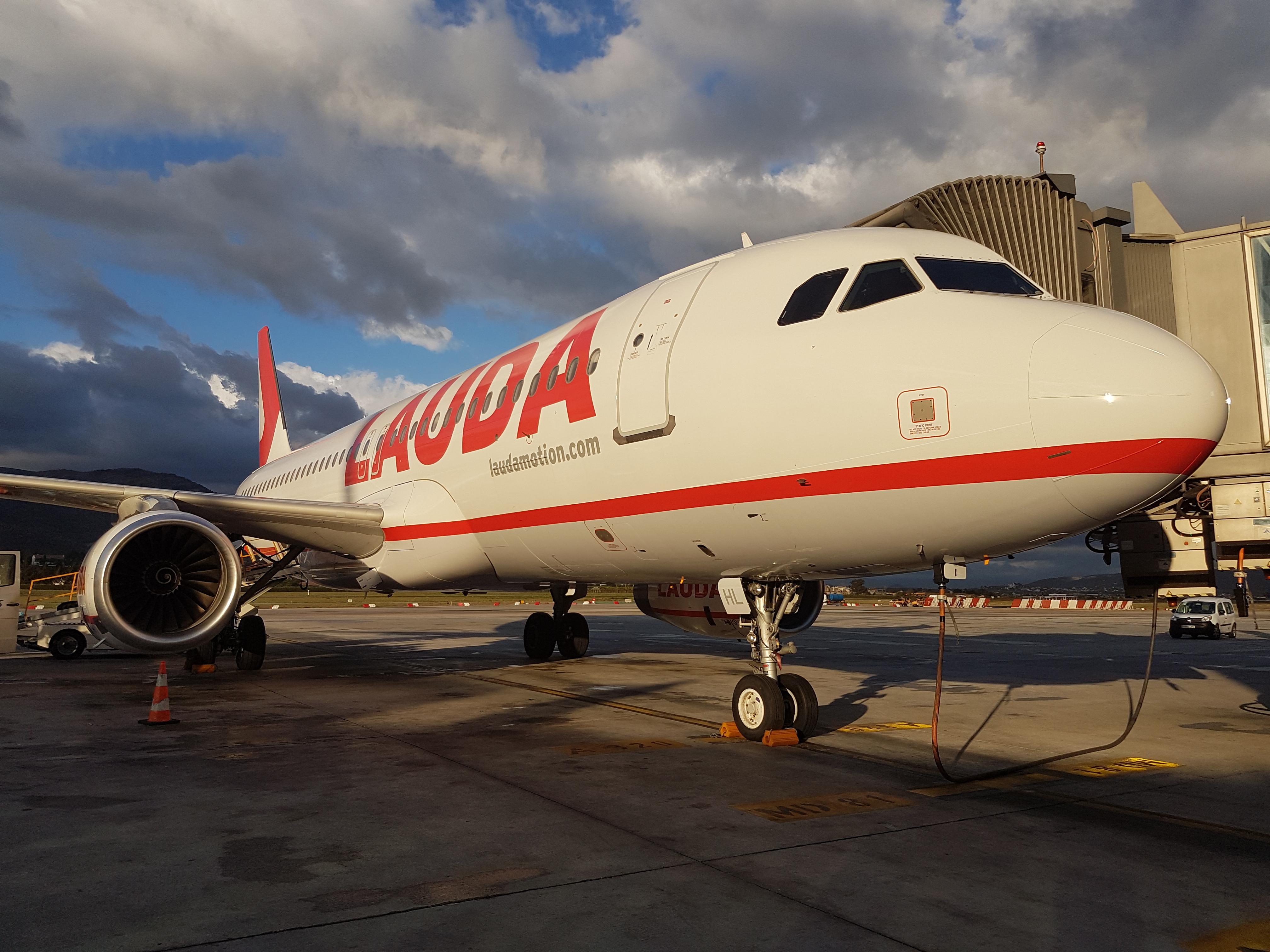
Un Airbus A320 di Laudamotion collegato al manicotto d'imbarco all'aeroporto di Faro

A dicembre 2019 la flotta di Laudamotion è così composta: